# Ihor Hamuła
Ihor Wasylowycz Hamuła, ukr. Ігор Васильович Гамула, ros. Игорь Васильевич Гамула, Igor Wasiljewicz Gamuła (ur. 17 lutego 1960 w Woroszyłowsku, zm. 8 grudnia 2021) – radziecki i ukraiński piłkarz, grający na pozycji pomocnika, trener piłkarski.

## Kariera piłkarska

### Kariera klubowa
Wychowanek Internatu Sportowego w Woroszyłowgradzie. Karierę piłkarską rozpoczął w 1978 w miejscowej drużynie Zoria Woroszyłowgrad, gdzie zaprzyjaźnił się z Ołeksandrem Zawarowym. Razem z nim przeszedł w 1980 do SKA Rostów nad Donem, a w 1982 wrócili do Zori. Po tym jak w 1983 Zawarow odszedł do Dynama Kijów został piłkarzem Rostsielmasza Rostów nad Donem w 1985. W 1989 bronił barw Atommasza Wołgodońsk, a w 1990 powrócił do Ukrainy, gdzie występował w klubie Krystał Chersoń. W 1993 zasnął za kierownicą, ale przeżył w wypadku samochodowym. Był zmuszony zakończyć karierę piłkarską.

## Kariera trenerska
Po zakończeniu kariery zawodniczej najpierw pracował w rodzinnym Alczewsku, trenując miejscową drużynę. Przez pewien czas prowadził Krystał Chersoń i jeden z zespołów amatorskich. W lipcu 2001 został asystentem swojego przyjaciela z którym grał w SKA Siergieja Andriejewa, trenera Czernomorca Noworosyjsk. W 2005 po odejściu głównego trenera Chazareta Dyszekowa przez pewien czas pełnił obowiązki głównego trenera, a potem pracował na stanowisku głównego trenera. W rundzie jesiennej jego zmienił Siergiej Pawłow, jednak po 10 meczach, ponownie wrócił na stanowisko głównego trenera. Ale już nie uratował Czernomoriec od spadku z Premier Ligi. W 2005 ponownie wrócił do Noworosyjska i objął stanowisko dyrektora sportowego Czernomorca. Jednak nie mógł siedzieć w krześle i w końcu sezonu ponownie przystąpił do funkcji trenerskich. W sezonie 2006 klub znajdował się spośród liderów ligi, ale po przegraniu dwóch ważnych meczów w sierpniu trener podał się do dymisji. W czerwcu 2007 podpisał kontrakt z łotewskim klubem Daugava Dyneburg, który trenował do listopada. W styczniu 2008 został zaproszony na stanowisko dyrektora generalnego klubu Dinaburg Dyneburg, a po tym jak w styczniu 2009 klub połączył się z Daugavą, to zmienił stanowisko na trenerskie. Jednak już w marcu został zwolniony, a latem 2009 zaproszony na stanowisko głównego trenera Zakarpattia Użhorod. 4 kwietnia 2011 po przegranym meczu z FK Lwów podał się do dymisji. Latem 2011 zatrudniony najpierw na stanowisku skauta w FK Rostów, a od 1 sierpnia 2011 na stanowisku głównego trenera młodzieżowej drużyny FK Rostów. 25 września 2014 po odejściu Miodraga Božovicia zastąpił go na stanowisku głównego trenera pierwszej drużyny FK Rostów. W klubie pracował do 18 grudnia 2014.

## Sukcesy i odznaczenia

### Sukcesy klubowe
- zdobywca Pucharu ZSRR: 1981

### Odznaczenia
- tytuł Mistrza Sportu ZSRR w 1982